# Collegio elettorale di Napoli - Arenella (Camera dei deputati)
Il collegio di Napoli - Arenella fu un collegio elettorale uninominale della Repubblica Italiana per l'elezione della Camera dei deputati. Apparteneva alla circoscrizione Campania 1 e fu utilizzato per eleggere un deputato nella XII, XIII e XIV legislatura.
Venne istituito nel 1993 con la cosiddetta Legge Mattarella (Legge n. 277, Nuove norme per l'elezione della Camera dei deputati), attuata in seguito al referendum abrogativo del 1993. La legge istituì per la Camera dei deputati e per il Senato della Repubblica un sistema di elezione misto, in parte maggioritario e in parte proporzionale. Il 75% dei parlamentari dell'assemblea veniva eletto in collegi uninominali tramite sistema maggioritario a turno unico; il restante 25% alla Camera veniva eletto tramite sistema proporzionale con liste bloccate.
Il collegio venne abolito insieme a tutti gli altri che costituivano la Camera con la promulgazione della legge elettorale successiva, la cosiddetta Legge Calderoli. Questa prevedeva un sistema proporzionale con premio di maggioranza, che alla Camera veniva attribuito a livello nazionale.

## Territorio
Il collegio di Napoli - Arenella era uno dei 47 collegi uninominali in cui era suddivisa la Campania e, come previsto dal D.Lgs. del 20 dicembre 1993 n. 536, comprendeva parte del comune di Napoli, in particolare i quartieri di Arenella e Avvocata.

## Eletti
| Elezione | Elezione | Deputato                | Partito            |
| -------- | -------- | ----------------------- | ------------------ |
|          | 1994     | Alfonso Pecoraro Scanio | Progressisti (FdV) |
|          | 1996     | Alfonso Pecoraro Scanio | L'Ulivo (FdV)      |
| 2001     |          | Alfonso Pecoraro Scanio | L'Ulivo (FdV)      |

## Dati elettorali

### XII legislatura

#### Risultati proporzionale
| Coalizioni        | Coalizioni                  | Liste                                 | Liste                              | Voti   | %     |
| ----------------- | --------------------------- | ------------------------------------- | ---------------------------------- | ------ | ----- |
|                   | Progressisti                |                                       | Partito Democratico della Sinistra | 17.644 | 22,79 |
|                   | Progressisti                | Federazione dei Verdi                 | 7.800                              | 10,07  |       |
|                   | Progressisti                | Rifondazione Comunista                | 4.337                              | 5,60   |       |
|                   | Progressisti                | Alleanza Democratica                  | 1.479                              | 1,91   |       |
|                   | Progressisti                | Movimento per la Democrazia - La Rete | 1.219                              | 1,57   |       |
|                   | Progressisti                | Partito Socialista Italiano           | 760                                | 0,98   |       |
|                   | Progressisti                | Rinascita Socialista                  | 145                                | 0,19   |       |
| Totale coalizione | Totale coalizione           | 33.384                                | 43,11                              |        |       |
|                   | Polo del Buon Governo       |                                       | Alleanza Nazionale                 | 17.299 | 22,34 |
|                   | Polo del Buon Governo       | Forza Italia                          | 12.623                             | 16,30  |       |
| Totale coalizione | Totale coalizione           | 29.922                                | 38,64                              |        |       |
|                   | Patto per l'Italia          |                                       | Patto Segni                        | 4.055  | 5,24  |
|                   | Patto per l'Italia          | Partito Popolare Italiano             | 4.043                              | 5,22   |       |
| Totale coalizione | Totale coalizione           | 8.098                                 | 10,46                              |        |       |
|                   | Lista Pannella              | Lista Pannella                        | Lista Pannella                     | 3.724  | 4,81  |
|                   | L'Arca                      | L'Arca                                | L'Arca                             | 1.208  | 1,56  |
|                   | Programma Italia            | Programma Italia                      | Programma Italia                   | 790    | 1,02  |
|                   | Alleanza Meridionale        | Alleanza Meridionale                  | Alleanza Meridionale               | 177    | 0,23  |
|                   | Unione Cristiani Riformisti | Unione Cristiani Riformisti           | Unione Cristiani Riformisti        | 66     | 0,09  |
|                   | Democrazia e Rinnovamento   | Democrazia e Rinnovamento             | Democrazia e Rinnovamento          | 53     | 0,07  |
| Totale            | Totale                      | Totale                                | Totale                             | 77.422 |       |

#### Risultati uninominale
|                               | Alfonso Pecoraro Scanio ✔️ Eletto | Progressisti                                      | 34 961 | 45,16 |  |  |  |  |  |
|                               | Nicola Rivelli                    | Polo del Buon Governo (FI - AN - CCD - UDC - PLD) | 30 633 | 39,57 |  |  |  |  |  |
|                               | Gabriele Acquaviva                | Patto per l'Italia                                | 7 095  | 9,17  |  |  |  |  |  |
|                               | Maurizio Mottola                  | Lista Marco Pannella - Riformatori                | 2 712  | 3,50  |  |  |  |  |  |
|                               | Luciano Donelli                   | L'Arca                                            | 2 013  | 2,60  |  |  |  |  |  |
| Totale                        | Totale                            | Totale                                            | 77 414 | 100   |  |  |  |  |  |
|                               |                                   |                                                   |        |       |  |  |  |  |  |
| Fonte: Ministero dell'interno |                                   |                                                   |        |       |  |  |  |  |  |

### XIII legislatura

#### Risultati proporzionale
| Coalizioni        | Coalizioni                         | Liste                                     | Liste                              | Voti   | %     |
| ----------------- | ---------------------------------- | ----------------------------------------- | ---------------------------------- | ------ | ----- |
|                   | Polo per le Libertà                |                                           | Alleanza Nazionale                 | 16.824 | 22,66 |
|                   | Polo per le Libertà                | Forza Italia                              | 13.941                             | 18,77  |       |
|                   | Polo per le Libertà                | CCD-CDU                                   | 2.107                              | 2,84   |       |
| Totale coalizione | Totale coalizione                  | 32.872                                    | 44,27                              |        |       |
|                   | L'Ulivo                            |                                           | Partito Democratico della Sinistra | 17.169 | 23,12 |
|                   | L'Ulivo                            | Federazione dei Verdi                     | 6.799                              | 9,16   |       |
|                   | L'Ulivo                            | Popolari per Prodi (PPI-SVP-PRI-UD-Prodi) | 4.372                              | 5,89   |       |
|                   | L'Ulivo                            | Rinnovamento Italiano                     | 2.921                              | 3,93   |       |
| Totale coalizione | Totale coalizione                  | 31.261                                    | 42,10                              |        |       |
|                   | Progressisti                       |                                           | Rifondazione Comunista             | 7.433  | 10,01 |
|                   | Lista Pannella - Sgarbi            | Lista Pannella - Sgarbi                   | Lista Pannella - Sgarbi            | 1.439  | 1,94  |
|                   | Movimento Sociale Fiamma Tricolore | Movimento Sociale Fiamma Tricolore        | Movimento Sociale Fiamma Tricolore | 664    | 0,89  |
|                   | Partito Socialista                 | Partito Socialista                        | Partito Socialista                 | 411    | 0,55  |
|                   | Democrazia Sociale                 | Democrazia Sociale                        | Democrazia Sociale                 | 118    | 0,16  |
|                   | Sviluppo - Legalità                | Sviluppo - Legalità                       | Sviluppo - Legalità                | 60     | 0,08  |
| Totale            | Totale                             | Totale                                    | Totale                             | 74.258 |       |

#### Risultati uninominale
|                               | Alfonso Pecoraro Scanio ✔️ Eletto | L'Ulivo             | 41 470 | 56,19 |  |  |  |  |  |
|                               | Giuseppe Del Barone               | Polo per le Libertà | 32 331 | 43,81 |  |  |  |  |  |
| Totale                        | Totale                            | Totale              | 73 801 | 100   |  |  |  |  |  |
|                               |                                   |                     |        |       |  |  |  |  |  |
| Fonte: Ministero dell'interno |                                   |                     |        |       |  |  |  |  |  |

### XIV legislatura

#### Risultati proporzionale
| Coalizioni        | Coalizioni              | Liste                                 | Liste                   | Voti   | %     |
| ----------------- | ----------------------- | ------------------------------------- | ----------------------- | ------ | ----- |
|                   | Casa delle Libertà      |                                       | Forza Italia            | 15.332 | 24,92 |
|                   | Casa delle Libertà      | Alleanza Nazionale                    | 10.258                  | 16,67  |       |
|                   | Casa delle Libertà      | CCD-CDU                               | 896                     | 1,46   |       |
|                   | Casa delle Libertà      | Nuovo PSI                             | 365                     | 0,59   |       |
| Totale coalizione | Totale coalizione       | 26.851                                | 43,64                   |        |       |
|                   | L'Ulivo                 |                                       | Democratici di Sinistra | 13.940 | 22,66 |
|                   | L'Ulivo                 | Il Girasole (FdV - SDI)               | 6.862                   | 11,15  |       |
|                   | L'Ulivo                 | La Margherita (Dem - PPI - RI- UDEUR) | 4.051                   | 6,58   |       |
|                   | L'Ulivo                 | Comunisti Italiani                    | 1.119                   | 1,82   |       |
| Totale coalizione | Totale coalizione       | 25.972                                | 42,21                   |        |       |
|                   | Rifondazione Comunista  | Rifondazione Comunista                | Rifondazione Comunista  | 3.949  | 6,42  |
|                   | Lista Di Pietro         | Lista Di Pietro                       | Lista Di Pietro         | 2.089  | 3,40  |
|                   | Lista Pannella - Bonino | Lista Pannella - Bonino               | Lista Pannella - Bonino | 1.156  | 1,88  |
|                   | Democrazia Europea      | Democrazia Europea                    | Democrazia Europea      | 1.002  | 1,63  |
|                   | Fiamma Tricolore        | Fiamma Tricolore                      | Fiamma Tricolore        | 361    | 0,59  |
|                   | Forza Nuova             | Forza Nuova                           | Forza Nuova             | 75     | 0,12  |
|                   | Abolizione scorporo     | Abolizione scorporo                   | Abolizione scorporo     | 39     | 0,06  |
|                   | Paese Nuovo             | Paese Nuovo                           | Paese Nuovo             | 31     | 0,05  |
| Totale            | Totale                  | Totale                                | Totale                  | 61.525 |       |

#### Risultati uninominale
|                               | Alfonso Pecoraro Scanio ✔️ Eletto | L'Ulivo            | 32 014 | 52,41 |  |  |  |  |  |
|                               | Ciro Marotta                      | Casa delle Libertà | 24 033 | 39,35 |  |  |  |  |  |
|                               | Edoardo Di Luggo                  | Lista Di Pietro    | 2 182  | 3,57  |  |  |  |  |  |
|                               | Giuseppe Nardini                  | Lista Emma Bonino  | 1 496  | 2,45  |  |  |  |  |  |
|                               | Ciro Bruno                        | Fiamma Tricolore   | 1 353  | 2,22  |  |  |  |  |  |
| Totale                        | Totale                            | Totale             | 61 078 | 100   |  |  |  |  |  |
|                               |                                   |                    |        |       |  |  |  |  |  |
| Fonte: Ministero dell'interno |                                   |                    |        |       |  |  |  |  |  |